# Iparhi Logos
Iparhi Logos (gr. Υπάρχει Λόγος, ang. There Is a Reason) – drugi solowy i pierwszy oficjalny angielski album Eleny Paparizou, który został wydany w Grecji, Turcji, Niemczech, Austrii, Tajwanie, Szwajcarii, Japonii i na Cyprze. Album zawiera 29 piosenek na 2 CD. Znajdują się tam między innymi utwory „Mambo!”, „Gigolo”, a także 9 piosenek na żywo z jej występu podczas Mad Secret Concerts.

## Iparhi Logos

### Lista utworów
- CD 1: (51:00)

1. „Gigolo” (Wersja grecka) – 3:23
2. „The Game of Love” (Wersja grecko-angielska) – 3:09
3. „Iparhi Logos” – 4:21
4. „Mambo!” (Wersja grecka) – 3:05
5. „Paradigmatos Hari” – 3:53
6. „Oti Axizi Ine I Stigmes” (Le bonheur) – 3:38
7. „Pote xana” (Wersja grecka „Let Me Let Go”) – 2:54
8. „Meres Eones” – 4:02
9. „Se Pion Na Miliso” – 3:26
10. „Parapono Emovoro” – 3:59
11. „Panta Se Perimena” – 3:48
12. „Anixan I Ourani” – 3:51
13. „Asteria” – 4:19
14. „You Set My Heart on Fire” – 3:12

- CD 2: (55:55)

1. „An Ihes Erthi Pio Noris” – 4:05
2. „Pou Pige Tosi Agapi” – 3:58
3. „Me Theloun Ki Alli (Wersja grecka „Heart of Mine”) – 2:56
4. „Tipsis (You Set My Heart On Fire)” – 3:13
5. „Pote s’ Ena Antio” – 4:21
6. „Just Walk Away” (Na żywo) (Celine Dion) – 3:42
7. „Don’t Speak” (Na żywo) (No Doubt) – 3:42
8. „Crazy” (Na żywo) (Seal) – 4:18
9. „Like a Prayer” (Na żywo) (Madonna) – 4:05
10. „Why?” (Na żywo) – 3:42
11. „Smooth Operator” (Na żywo) (Sade) – 4:09
12. „Can’t Help Falling in Love” (Na żywo) (Elvis Presley) – 3:00
13. „Outside” (Na żywo) (George Michael) – 3:55
14. „To Fos Stin Psihi/The Light in Our Soul” (Na żywo) – 2:30
15. „Iparhi logos” (remix) – 4:19

## Iparhi Logos: Platinum Edition
Iparhi Logos: Platinum Edition – reedycja albumu Iparhi Logos, wydana 22 maja 2007 roku w Grecji i na Cyprze. Do poprzednich 2 CD dodano bonus CD z 7 utworami. „An Esy M’ Agapas” to grecka wersja piosenki Celine Dion pt. „Pour que tu m’aimes encore”. „Fos” znalazł się w soundtracku do filmu „Barbie i 12 tańczących księżniczek”. Bonus CD bez dwóch remixów został wydany jako singiel Fos.

### Lista utworów
- CD 1: (49:00)

1. „Gigolo” (Wersja grecka) – 3:23
2. „The Game of Love” (Wersja grecko-angielska) – 3:09
3. „Iparhi Logos” – 4:21
4. „Mambo!” (Wersja grecka) – 3:05
5. „Paradigmatos Hari” – 3:53
6. „Oti Axizi Ine I Stigmes” (Le bonheur) – 3:38
7. „Pote xana” (Wersja grecka „Let Me Let Go”) – 2:54
8. „Meres Eones” – 4:02
9. „Se Pion Na Miliso” – 3:26
10. „Parapono Emovoro” – 3:59
11. „Panta Se Perimena” – 3:48
12. „Anixan I Ourani” – 3:51
13. „Asteria” – 4:19
14. „You Set My Heart on Fire” – 3:12

- CD 2: (55:55)

1. „An Ihes Erthi Pio Noris” – 4:05
2. „Pou Pige Tosi Agapi” – 3:58
3. „Me Theloun Ki Alli (Wersja grecka „Heart of Mine”) – 2:56
4. „Tipsis (You Set My Heart On Fire)” – 3:13
5. „Pote s’ Ena Antio” – 4:21
6. „Just Walk Away” (Na żywo) (Celine Dion) – 3:42
7. „Don’t Speak” (Na żywo) (No Doubt) – 3:42
8. „Crazy” (Na żywo) (Seal) – 4:18
9. „Like a Prayer” (Na żywo) (Madonna) – 4:05
10. „Why?” (Na żywo) – 3:42
11. „Smooth Operator” (Na żywo) (Sade) – 4:09
12. „Can’t Help Falling in Love” (Na żywo) (Elvis Presley) – 3:00
13. „Outside” (Na żywo) (George Michael) – 3:55
14. „To Fos Stin Psihi/The Light in Our Soul” (Na żywo) – 2:30
15. „Iparhi logos” (remix) – 4:19

- CD 3: (26:09)

1. „Mazi Sou” – 3:21
2. „Min Fevgeis” – 4:13
3. „Le Temps Des Fleurs” – 3:25
4. „An Esy M’ Agapas” (Pour que tu m’aimes encore) – 3:59
5. „Fos” – 3:10
6. „Pou Pige Tosi Agapi” (Summer Moonlight Mix) – 4:06
7. „I Agapi Sou Den Menei Pia Rdo” (remix) – 3:55

## Osiągnięcia
Iparhi Logos przez 8 tygodni zajmowało pierwsze miejsce na listach sprzedaży w Grecji i przez dłuższy czas album był w czołowej trójce. 17 lipca 2006 roku album pojawił się na Cyprze, gdzie także stał się numerem jeden. Nieoficjalnie Iparhi Logos zdobył w Grecji status podwójnej platyny.
| Lista                   | Organizacja wydająca certyfikat | Najlepsza pozycja | Ilość tygodni na liście | Wyróżnienie |
| ----------------------- | ------------------------------- | ----------------- | ----------------------- | ----------- |
| Grecka lista albumów    | IFPI                            | 1 (8 tygodni)     | 82                      | platyna     |
| Cypryjska lista albumów | All Records Top 20              | 1 (5 tygodni)     | 50                      | platyna     |